# Freaky Tah
Tahliq Raymond Rogers (művésznevén Freaky Tah) (Queens, New York, 1971. május 14.  – 1999. március 28.) amerikai rapper, az 1993-ban megalakult Lost Boyz nevű zenei társulat egykori tagja volt 1994-től egészen haláláig, a csoport ekkori tagjai voltak még Mr. Cheeks, DJ Spigg Nice és Pretty Lou.

## Pályafutása
1994-ben kezdte el zenei pályafutását a Lost Boyz együttesében, első számuk a Lifestyles Of The Rich & Shameless volt 1995-ben és a Billboard Hot 100-ban is szerepelt és egy szerződést is eredményezett az Uptown Records kiadóval. Az első albuma a csapattal a Legal Drug Money volt, ami 1996. június 4-én jelent meg és a Billboard 200-as listáján a 6. helyet foglalta el. A tizenhatból tizennégy számot Mr. Cheeks-szel együtt adott elő, illetve mindkettejüknek volt egy-egy önálló száma is, Freaky Tah-é az 1, 2, 3, Thousand Problems volt, a Renee című szám pedig szerepelt a Ne légy barom, míg iszod a dzsúszod a gettóban című filmben. A második album amiben közreműködött a Love, Peace & Nappines volt, ami 1997. június 17-én jelent meg, ezen önálló száma a Get Your Hustle On volt. Ezt a két albumot a RIAA aranylemezzel jutalmazta, utóbbi a Billboardnál a 9. helyen is volt. Az utolsó album amiben közreműködött az LB IV Life nevet kapta és halála után jelent meg, 1999. szeptember  28-án, az album nyitó száma a Freaky Tah Intro míg az utolsó a Freaky Tah Outro volt, ezután az együttes feloszlott.

## Halála

### Előzmények
A Lost Boyz az egyre növekvő hírnévvel egyre több ellenséget is szerzett, ilyen volt például a rivális Hellraisers rapcsoport is. A viszály, amely a rapper halálához vezetett, legalább 1998 novemberéig vezethető vissza, amikor a Lost Boyz egyik tagját kirabolták. A forrás nem ismertette, hogy melyik tag volt az áldozat, de azt elmondták, hogy nem Freaky Tah. Az is nyilvánosságra került, hogy nem ez volt az első eset, hogy a csoport tagjait kirabolták. A rablás után a forrás szerint valaki, aki a rendőrség szerint a Lost Boyz tábor egyik "fanatikusa" volt, megpróbálta megtorolni, és lelőtt egy Michael Saunders nevű férfit, aki a Hellraisers tábor tagja volt. Saundersnek azonban, akit a decemberi lövöldözésben megöltek a rendőrség szerint valójában semmi köze nem volt a rabláshoz. Az akkori forrás szerint a rendőrség nem gondolta, hogy a Lost Boyz tagjai maguk rendelték el vagy hagyták jóvá Saunders meggyilkolását, amelyet egy olyan ember művének neveztek, aki talán a csoportot akarta lenyűgözni.

### A végzetes éjszaka
Saunders féltestvére volt Kelvin Jonesnak, aki elkövette Freaky Tah meggyilkolását. A források szerint Jones hónapokig kereste, de nem találta Saunders gyilkosát, ahogy fogalmaztak egy dolgot tud – az elkövető kapcsolatban áll vagy barátok a Lost Boyz tagjaival. Miután Jones megtudta, hogy a Lost Boyz tagok és barátaik március 27-én egy Sheraton Hotelben tartandó partin vesznek részt odament, a forrás szerint Ryan Frith és Rasheem Fletcher csatlakozott hozzá, hogy a szálloda előtt álló furgonból figyeljék a partit. Előbbi, a 24 éves Frith a bűncselekmény során használt furgont vezette, a 22 éves Fletcher pedig a furgont biztosította.
A buli március 28-án kora reggelre nyúlva véget ért és elkezdett kiürülni a helyszín is, amikor Freaky Tah kilépett az épületből a símaszkot viselő Jones kiszállt a furgonból és besétált a szálloda előtt lévő tömegbe, majd fejbe lőtte a rappert. A rendőrségnek tett vallomásában az elkövető azt mondta, hogy azért választotta Freaky Tah-t, mert – tévesen – azt hitte, hogy a rapper annak a férfinak az unokatestvére, aki lelőtte Saunders-t. Rogerst a közelben lévő Jamaica Hospitalba szállítottak, de már csak a halál beálltát tudták megállapítani 4 óra 20 perckor.  A rapper menyasszonyát, Shannon Roquemore-t és két gyermekét, a 8 éves Kahlil-t és a 4 éves Shantanice-t hagyta hátra. Rogers 27 évesen hunyt el, ezzel a Club 27 tagjává vált.

### Az ügy utóélete
Patrick Timlin, a nyomozást felügyelő parancsnok sajtótájékoztatóján elmondta, hogy a gyilkosság mindhárom gyanúsítottja büntetett előéletű. Nina Sas, Queens megyei helyettes kerületi ügyész elmondta, hogy a rendőrség írásban és videón kapott beismerő vallomásokat két elkövetőtől. Elmondta, hogy Jones bevallotta, hogy lelőtte Tah-t, míg Frith bevallotta, hogy ő vezette a furgont, amelyet a férfiak állítólag a gyilkosság éjszakáján használtak.
A Queens megyei kerületi ügyész, Richard A. Brown bíró "egy elismert előadóművész értelmetlen gyilkosságának" nevezte Freaky Tah meggyilkolását, és dicsérte a rendőrség munkáját az ügy felderítésében.
A helyszínről elmenekülő Rasheem Fletchert 2001-ben 7 év börtönbüntetésre ítélték emberölésben elkövetett bűnrészességért, a lövést leadó Jonest, aki bűnösnek vallotta magát másodfokú gyilkosságban szintén bűnösnek találták, ő 15 év szabadságvesztésre lett ítélve, Frith szintén bűnösnek vallotta magát emberölésben elkövetett bűnrészességben és 15 évig terjedő börtönbüntetést kapott.
Három nappal Freaky Tah halála után a Queens-i Ozone Parkban lelőttek egy Roger Paggent nevű férfit, aki szintén a Hellraisers tagja volt. A rendőrség nem zárta ki, hogy ez a lövöldözés megtorlás volt Freaky Tah haláláért. A három Lost Boyz tag nem állt gyanú alatt ebben az ügyben sem.

## Emlékezete
Halála óta Mr. Cheeks és a rajongók minden évben március 28-án összegyűlnek, hogy megemlékezzenek a rapperről, ezt az eseményt Freaky Tah Day-nek hívják. 2011-ben a Lost Boyz egykori tagjai, Mr. Cheeks és Pretty Lou külön eseménnyel készültek, Freaky Tah ekkor lett volna 40 éves. 2019-ben egy album erejéig ismét összeállt a Lost Boyz, amihez csatlakozott fia, Freaky Kah is, ebben viszont Pretty Lou már nem szerepelt, valamint DJ Spigg Nice sem, akit még 2004-ben ítéltek 37 év börtönbüntetésre többszöri bankrablásért.

## Diszkográfia

### A Lost Boyzzal
| Cím                     | Album leírás                                                                                    | Legmagasabb elfoglalt pozíciója | Legmagasabb elfoglalt pozíciója | Minősítési küszöbszám |
| Cím                     | Album leírás                                                                                    | US                              | US R&B                          | Minősítési küszöbszám |
| ----------------------- | ----------------------------------------------------------------------------------------------- | ------------------------------- | ------------------------------- | --------------------- |
| Legal Drug Money        | - Megjelenés: 1996. június 4. - Lemezgyártó Uptown - Formátum: CD, kazetta, digitális, LP       | 6                               | 1                               | - RIAA: Arany         |
| Love, Peace & Nappiness | - Megjelenés: 1997. június 17. - Lemezgyártó: Uptown - Formátum: CD, kazetta, digitális, LP     | 9                               | 2                               | - RIAA: Arany         |
| LB IV Life              | - Megjelenés: 1999. szeptember 28. - Lemezgyártó: Uptown - Formátum: CD, kazetta, digitális, LP | 32                              | 8                               |                       |